# Разумов Михайло Йосипович
Михайло Йосипович Разумов (Арон Йосипович Арханцев) (1894, місто Глухів, Чернігівська губернія, Російська імперія — розстріляний 30 жовтня 1937, місто Москва) — радянський політичний діяч, перший секретар Башкирського (1924—1927), Татарського (1928—1933) обкомів та Східно-Сибірського крайкому (1933—1937) ВКП(б). Член Центральної Ревізійної Комісії ВКП(б) (1930—1934). Член ЦК ВКП(б) (1934—1937). 

## Біографія
Народився в родині єврейського кустаря-шевця. За своїм походженням і професією належав до соціальної верстви робітників.
У 1907 році закінчив приходське училище. У 1907—1908 роках вчився в другому і третьому класах гімназії. Гімназію залишив через необхідність допомагати сім'ї.
З 1909 по 1910 рік давав приватні уроки в Луганську. У 1910 році — конторник на складі сільськогосподарських машин в Луганську. З 1910 по 1911 рік — конторник контори залізоскобяної торгівлі Аронова в Лозовій і Павлівці в Донбасі. З 1911 по 1913 займався виготовленням металевих дрібничок в різних містах Росії.
З квітня 1913 по квітень 1914 року працював у Санкт-Петербурзі. У квітні — червні 1913 року — робітник на спорудженні бібліотеки Академії наук. З червня по листопад 1913 року — робітник цвяхового заводу.
Член РСДРП(б) з 1913 року.
З листопада 1913 по квітень 1914 року — секретар центрального правління Спілки металістів Петербурга.
У квітні — серпні 1914 року займався виконанням доручень і завдань в організації РСДРП (б) міста Луганська Катеринославської губернії.
З серпня по листопад 1914 року працював на довбальному верстаті Петроградського автомобільного заводу Лесснера в Петрограді.
З листопада 1914 по грудень 1915 року — рядовий російської армії в Одесі та на австрійському фронті. Учасник Першої світової війни. З грудня 1915 по жовтень 1916 року знаходився на лікуванні після важкого поранення в обидві ноги в місті Луганську. У 1916 році закінчив шість класів гімназії (екстерном) в Луганську. 
У жовтні 1916 — лютому 1917 року — сортувальник паперів в комісії з ревізії звітності війни в Петрограді.
З лютого по грудень 1917 року — секретар Спілки шкіряників в Петрограді.
З грудня 1917 по лютий 1918 року — секретар Луганської повітової профспілки і секретар Спілки металістів у Луганську.
У лютому — квітні 1918 року — завідувач організаційно-інструкторського відділу Південної Ради народного господарства в Харкові.
З квітня 1918 по березень 1919 року — секретар Спілки шкіряників, секретар Центрального робітничого кооперативу (Церабкоп) в Петрограді.
У березні — серпні 1919 року — начальник політичного управління Одеського військового округу в місті Одесі.
З березня 1919 по січень 1920 року — інструктор політичного управління Революційної військової ради в Москві, політичний інспектор частин Південного фронту РСЧА.
З січня 1920 року — секретар Донецького губернського комітету КП(б)У, з квітня 1920 року — голова Донецької губернської робітничо-селянської інспекції, завідувач організаційного відділу Донецького губернського комітету КП(б)У, голова губернського комітету КП(б)У (?).
До січня 1922 року — відповідальний секретар Луганського повітового комітету КП(б) України Донецької губернії.
З січня 1922 по квітень 1923 року — відповідальний секретар Рибінського губернського комітету РКП(б).
З квітня 1923 по липень 1924 року — відповідальний секретар Орловського губернського комітету РКП(б).
З липня 1924 по січень 1927 року — відповідальний секретар Башкирського обласного комітету ВКП(б).
З січня 1927 по травень 1928 року перебував на нелегальній роботі в Південному Китаї (провінція Хенань), де за звинуваченням у організації повстання був заарештований і 8 місяців провів у в'язницях міс Шанхая, Сюч-Жоу і Нанкіна.
7 червня 1928 — жовтень 1933 року — відповідальний (1-й) секретар Татарського обласного комітету ВКП(б).
6 листопада 1933 — травень 1937 року — 1-й секретар Східно-Сибірського крайового (обласного) комітету ВКП(б).
1 червня 1937 року заарештований в Москві. Рішенням пленуму Східно-Сибірського обкому ВКП(б) 20—22 червня 1937 року виключений з ВКП(б). 25 червня 1937 року був виведений зі складу членів ЦК ВКП (б) постановою пленуму ЦК ВКП(б) 23—29 червня 1937.
29 жовтня 1937 Воєнною колегією Верховного суду СРСР засуджений до вищої міри покарання. Ростріляний на Донському цвинтарі в Москві.
Реабілітований визначенням ВКВС СССР 19 травня 1956. Відновлений в КПРС рішенням КПК при ЦК КПРС 13 липня 1956.

## Нагороди
15.3.1935 нагороджений орденом Леніна за видатні успіхи в справі керівництва роботою у Татарській Республіці. У 2005 році Михайло Разумов відновлений у праві на орден Леніна, якого він був позбавлений у 1937 році.